# William Azanor
William Azanor est un boxeur nigérian né le 28 juin 1959.

## Carrière
William Azanor est médaillé de bronze dans la catégorie des poids coqs aux Jeux africains d'Alger en 1978 ainsi qu'aux Championnats d'Afrique de boxe amateur 1979 à Benghazi.
Aux Jeux olympiques d'été de 1980 à Moscou, il est éliminé au deuxième tour dans la catégorie des poids plumes par le Bulgare Tsacho Andreykovski (en).